# El corrido de Lupe Reyes
El corrido de Lupe Reyes é uma telenovela mexicana, produzida pela Televisa e exibida em 1966 pelo Telesistema Mexicano.

## Elenco
- David Reynoso
- Magda Guzmán
- Guillermo Zetina
- Alicia Gutiérrez